# Exorcisme sur un aveugle muet
L'Exorcisme sur un muet aveugle est un miracle attribué à Jésus-Christ. Il est cité dans trois Évangiles. Le Messie souhaite guérir les malades afin qu'ils puissent entendre la Bonne Nouvelle.

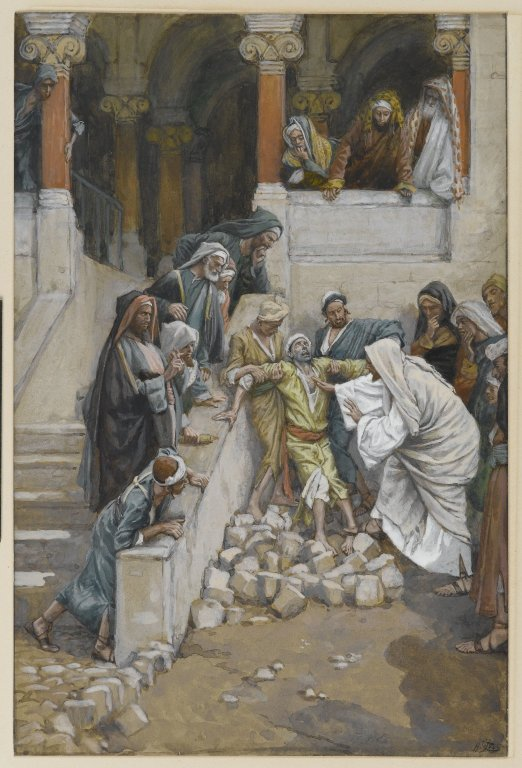
Le démoniaque aveugle et muet par James Tissot, XIXe siècle

## Texte
Évangile de Jésus-Christ selon saint Matthieu, chapitre 12, versets 22 à 28 :
« Alors on lui amena un démoniaque aveugle et muet, et il le guérit, de sorte que le muet parlait et voyait. Toute la foule étonnée disait : N'est-ce point là le Fils de David? Les pharisiens, ayant entendu cela, dirent : Cet homme ne chasse les démons que par Béelzébul, prince des démons. Comme Jésus connaissait leurs pensées, il leur dit : Tout royaume divisé contre lui-même est dévasté, et toute ville ou maison divisée contre elle-même ne peut subsister. Si Satan chasse Satan, il est divisé contre lui-même; comment donc son royaume subsistera-t-il? Et si moi, je chasse les démons par Béelzébul, vos fils, par qui les chassent-ils? C'est pourquoi ils seront eux-mêmes vos juges. Mais, si c'est par l'Esprit de Dieu que je chasse les démons, le royaume de Dieu est donc venu vers vous. »
Traduction d'après la Bible Louis Segond.

## Interprétation
Jésus rend deux sens perdus à un homme par ce miracle. c'est pour Jean Chrysostome le symbole qu'il veut que cet aveugle puisse entendre et voir la parole et les actes du Christ. Par ce miracle il veut lui donner la possibilité de croire en Dieu grâce à ses sens retrouvés .
Le discernement est l'autre leçon de ce miracle selon Frère Dominique. Il ne faut pas confondre Satan et le Fils de Dieu. Pour ne pas se tromper, chacun doit garder un cœur pur.
« Cet épisode nous fait accomplir une avancée significative dans la compréhension du salut apporté par Jésus : il s’agit d’une œuvre de libération des forces ténébreuses qui nous enferment dans la prison des accusations mensongères et nous empêchent ainsi d’accéder à la lumière » écrit le Père Joseph-Marie. Ce miracle reflète le combat pour la liberté et contre la jalousie mensongère d'après ce prêtre.